# Сутулова, Ольга Александровна
О́льга Алекса́ндровна Суту́лова (род. 4 мая 1980, Ленинград) — российская киноактриса.

## Биография
Ольга Сутулова родилась 4 мая 1980 года в Ленинграде (ныне Санкт-Петербург) в семье математиков и инженеров, но по стопам родителей не пошла. С пяти лет занималась английским языком, затем поступила в школу с углублённым изучением английского языка. В 14 лет на несколько месяцев уехала в Оксфорд по программе обмена учащихся, но отношения с преподавателями и одноклассниками в оксфордской школе у неё не сложились. По словам Сутуловой, в то время она была хулиганкой, в школе не преуспевала и в конечном итоге её выгнали из школы. После этого она решила поступить на учёбу в ПТУ при пароходстве и сдала вступительные экзамены на «отлично», но её родители не одобрили то, что их дочь станет слесарем, и спустя некоторое время зачислили её в гимназию имени Александра II в Петергофе. В 15 лет на день рождения общего знакомого, куда она пришла вместе с родителями, она встретилась с драматургом режиссёра Дмитрия Астрахана — Олегом Даниловым и вскоре снялась в телесериале «Зал ожидания».
После окончания гимназии Ольга Сутулова поступила в университет на исторический факультет, но училась плохо. После провала экзаменов на историческом факультете Ольга поступила во ВГИК. Окончила актёрский факультет ВГИКа (мастерская Иосифа Райхельгауза).

## Личная жизнь
Муж — актёр и режиссёр Евгений Стычкин. Они встретились на съемках «Контракта на любовь» в 2007 году, когда актёр ещё был женат на Екатерине Сканави, у них начался роман — больше двух лет актёр жил на две семьи. В 2009 году Евгений Стычкин развёлся с Екатериной, но сделал предложение Сутуловой лишь спустя пять лет. В 2012 году Евгений с Ольгой поженились. 13 октября 2020 года у них родился сын Михаил. 1 июня 2022 года родился сын Яков.

## Фильмография
| Год  |   | Название                                                            | Роль                                  |
| ---- | - | ------------------------------------------------------------------- | ------------------------------------- |
| 1998 | с | Зал ожидания                                                        | Света                                 |
| 1998 | ф | Контракт со смертью                                                 | Аня                                   |
| 2001 | ф | Гладиатрикс                                                         | Ливия                                 |
| 2001 | ф | Подари мне лунный свет                                              | Аня, дочь Куприяновых                 |
| 2002 | ф | Атлантида                                                           | Настя                                 |
| 2002 | с | За кулисами                                                         | Лена                                  |
| 2002 | ф | Кино про кино                                                       | Ася                                   |
| 2002 | ф | Подмосковная элегия                                                 | Даша                                  |
| 2002 | с | Следствие ведут ЗнаТоКи. Пуд золота                                 | Женя                                  |
| 2003 | с | Любительница частного сыска Даша Васильева                          | Селина                                |
| 2003 | с | Кобра. Антитеррор                                                   | Таня                                  |
| 2003 | с | Неотложка                                                           | Марина Сергеевна, врач в больнице     |
| 2003 | с | Северный сфинкс                                                     | Катя                                  |
| 2004 | ф | 32 декабря                                                          | Ника                                  |
| 2004 | ф | Воры и проститутки. Приз — полёт в космос                           | пациентка и любовница Михайлова       |
| 2004 | ф | Джокер                                                              | Елена Дракова                         |
| 2004 | ф | Ночь светла                                                         | Лика                                  |
| 2004 | с | Формула                                                             | Юлия Белкина                          |
| 2005 | с | Седьмое небо                                                        | Лида Шевелева                         |
| 2007 | ф | Исчезновение                                                        | Катя Ветрова                          |
| 2007 | ф | Контракт на любовь                                                  | Анна                                  |
| 2007 | ф | Ленинград                                                           | Нина Цветкова                         |
| 2007 | с | Частный заказ                                                       | Александра Сураева                    |
| 2008 | ф | Нирвана                                                             | Алиса                                 |
| 2009 | ф | Случайная запись                                                    | Катя                                  |
| 2009 | ф | Тесные врата                                                        | Вера                                  |
| 2010 | ф | Про любоff                                                          | Даша                                  |
| 2011 | ф | Скорпион на ладони                                                  | Имя персонажа не указано              |
| 2012 | ф | Дочь баяниста                                                       | Алина Громова                         |
| 2012 | ф | Пираты Эгейского моря / O Theos agapaei to haviari (Греция, Россия) | Елена, жена Варвакиса                 |
| 2012 | ф | Праздник взаперти                                                   | Альбина                               |
| 2012 | ф | С новым годом, мамы!                                                | няня Галина                           |
| 2013 | ф | Диалоги                                                             | Имя персонажа не указано              |
| 2013 | с | Бомба                                                               | Шейла Перски                          |
| 2014 | с | Любовь говорит                                                      | Люба Донская                          |
| 2014 | ф | Скорый «Москва — Россия»                                            | горбоносая женщина                    |
| 2015 | с | Рождённая звездой                                                   | Ника Уманская                         |
| 2015 | ф | Снег и пепел                                                        | Наталья                               |
| 2016 | ф | Клад                                                                | Марина Сергеевна, мать Гоши           |
| 2017 | с | Троцкий                                                             | Наталья Седова                        |
| 2017 | ф | Сын                                                                 | София                                 |
| 2018 | с | Sпарта                                                              | Анастасия Истомина, преподаватель     |
| 2019 | с | Содержанки                                                          | Алиса Евгеньевна Ольховская           |
| 2020 | с | Последний министр                                                   | Ксения Борисовна Нечаева              |
| 2020 | с | Спроси Марту                                                        | Спроси Марту                          |
| 2021 | ф | Иваново счастье                                                     | Амина                                 |
| 2021 | ф | Бендер: Начало                                                      | мать Остапа                           |
| 2021 | ф | Бендер: Золото империи                                              | мать Остапа                           |
| 2021 | с | Алиби                                                               | Ольга Решетникова                     |
| 2021 | с | Самка богомола                                                      | Софья Воронцова, следователь СК       |
| 2021 | ф | Бендер: Последняя афера                                             | мать Остапа                           |
| 2022 | с | Аврора                                                              | Мансилья-Круз                         |
| 2023 | ф | Вера                                                                | Людмила, мама Юльки                   |
| 2023 | с | Сансара                                                             | Марина Васильева, банковский менеджер |
| 2023 | с | Цикады                                                              | Ольга Тростянецкая                    |
| 2024 | ф | Майор Гром: Игра                                                    | Мария Архипова                        |
| 2025 | с | Министерство Всего Хорошего                                         | Мария, мать Алёны                     |